# Ponte del Grajal
Il Ponte del Grajal, (Puente del Grajal in spagnolo) si trova nel territorio del comune di Colmenar Viejo, nella Comunità di Madrid (Spagna). Attraversa il fiume Manzanarre nel suo alto corso, ed è situato a poca distanza dalla strada M-618, che collega Colmenar Viejo con Hoyo de Manzanares. Il ponte fu costruito nel Medioevo, durante la dominazione musulmana della penisola Iberica. Il ponte è compreso all'interno del Parco regionale dell'alto bacino del Manzanarre.

## Storia
Il ponte formava parte di una strada militare, che univa Talamanca de Jarama con la Valle del Tiétar, costruita dai musulmani per collegare una serie di torri di guardia e cittadelle, che costituivano il sistema di difesa contro le incursioni cristiane. Le torri più vicine al ponte, ancora esistenti, sono quella di Hoyo de Manzanares, chiamata La Torrecilla, e quella di Torrelodones.
Queste fortificazioni furono erette tra il IX e l'XI secolo, motivo che porta a datare il ponte a questa epoca. Ponti contemporanei sono il ponte dell'Alcanzorla, sul Guadarrama presso Galapagar; il ponte del Pasadero, sul Perales presso Navalagamella; il ponte di Talamanca de Jarama, sul Jarama; il ponte di San Juan a Pelayos de la Presa sull'Alberche. Tutti questi ponti facevano parte della strada militare.
Il ponte del Grajal fu restaurato nel XVIII secolo, opere che ne modificarono parzialmente l'aspetto primitivo. Nel 2013 è stato annunciato il restauro del ponte da parte della Comunità di Madrid.

## Descrizione
Il ponte del Grajal è costruito interamente in pietra di granito. Si sostiene su un arco a tutto sesto, di 10 m di luce. La larghezza è di 3,34 m, equivalente a 6 cubiti rassassí, che, insieme ai 5 cubiti, erano le due misure più usate nei ponti islamici.
Pochi metri a valle del ponte se ne trova un altro, risalente al 1895, utilizzato dalla strada M-618. A monte del ponte si trovano la centrale elettrica del Navallar, la diga del Grajal ed il sifone di Navarrosillos, oltre ad altre opere di ingegneria idraulica. Il complesso fu inaugurato dal re Alfonso XIII nel giugno del 1908.
Cinque chilometri a monte si trova il ponte del Batán, anch'esso di origine medievale, anche se successivo alla conquista cristiana della Marca Media.